# Surrealistic Pillow
Surrealistic Pillow (срп. Надреалистички јастук) је други студијски албум америчког рок бенда Џеферсон Ерплејн из 1967. године. То је први албум групе у којему су учествовали нова вокалисткиња Грејс Слик и бубњар Спенсер Драјден. Албум је доспео на треће место Билбордове 200 топ-листе, и добио платинумски сертификат од АУДК-а. Овај се албум сматра важним продуктом ране фазе психоделичног рока и контракултуре 1960-их.
Песма "My Best Friend" је објављена као први сингл са албума у јануару 1967, али је заузела 103. место на Billboard Bubbling Under листи. Касније исте године су објављена још два сингла, "Somebody to Love" и "White Rabbit", која су заузела пету и осму позицију на Billboard Hot 100 те су то једини Top 40 хитови групе са те листе.
Песма "Today" никада није објављена као сингл, али је била често пуштана на факултетским радијима и рок станицама, и до данас је једна од најпознатијих песама групе.

## Позадина
Оригинални бубњар бенда, "Скип" Спенс, напустио је бенд средином 1966. године. Њега је убрзо заменио Спенсер Драјден, искусни џез бубњар из Лос Анђелеса и полу-нећак Чарлија Чаплина. Нова вокалисткиња, Грејс Слик, бивша чланица рок бенда The Great Society из Сан Франциска, придружила се Џеферсон Ерплејну у јесен 1966. године. Слик, Драјден, мушки водећи вокалиста-гитариста и текстописац Марти Бејлин, гитариста-певач и текстописац Пол Кантнер, водећи гитариста (и повремени вокал) Јорма Кауконен и басиста Џек Кеседи чинили су језгро најпознатије поставе групе, која је остала стабилна све до Драјденовог напуштања бенда почетком 1970. године.
Постоје контроверзе око улоге гитаристе групе Grateful Dead, Џерија Гарсије, у стварању албума. Продуцент Рик Џарард негира Гарсијино присуство на неколико нумера, иако је кредитован на омоту албума и на компилацијским албумима Flight Log и бокс-сету Jefferson Airplane Loves You. У белешкама за компилацијски албум необјављеног материјала Early Flight из 1974. године, менаџер Бил Томпсон пише само да је Гарсија „наведен као 'духовни савјетник' на омоту албума [и] свирао једну од гитара” на "In the Morning", Кауконеновој композицији објављеној на Early Flight-у, накнадно укљученој у реиздање Surrealistic Pillow-а из 2003. године. Сам Гарсија се присетио у интервјуу средином 1967. године да је „свирао на песми "Today", поред свирања гитаре на две друге песме ("Plastic Fantastic Lover" и "Comin' Back to Me") и преуређивања песме "Somebody to Love".” Свирао је и на песми "J.P.P. McStep B. Blues" (објављеној на Early Flight и на реиздању албума из 2003), и можда на песми "How Do You Feel". Кауконен сматра да је Гарсија у суштини продуцент који је аранжирао песме за групу. У скорије време, у својој биографији, он каже: „Некада сам о њему размишљао као о копродуценту, али сада када заиста знам шта је продуцент, продуцент те плоче је био Рик Џарард. Џери је био аранжер комбинација, музичар, и мудри саветник”. Гарсијин коментар о томе како је музика на албуму „подједнако надреалистичка колико је и јастук мекан” је такође инспирисао назив албума.

## Продукција
Бендова фузија фолк рока и психоделије је била оригинална у то време, у складу са музичким развојем који су покренули Byrds, Mamas & the Papas, Боб Дилан, Yardbirds и Beatles, између осталих рок бендова средином 1960-их. Surrealistic Pillow био је први блокбастер психоделични албум неког бенда из Сан Франциска, који је свету најавио активну боемску сцену која се тамо развила почевши са „битницима” током 1950-их, проширујући се и мењајући се током 1960-их у. Накнадна изложеност коју су изазвали Аирплане и други направила је велике промене у тој контракултуру Хајт Ешберија, а до 1968. године уследио је интерес националних медија који је створио веома другачију сцену у Сан Франциску од оне која је постојала 1966. Фотограф из Сан Франциска, Херб Грин, снимио је бенд за омот албума.

## Објављивање и пријем
Албум је првобитно на ЛП плочи издао RCA Victor у различитим стерео (LSP-3766) и моно (LPM-3766) издањима. Стерео миксеви укључују већу употребу ефеката реверберације од моно издања. Моно верзија је обрисана крајем 1960-их и била је недоступна до 2001. Прво издање у Великој Британији заменило је неке од оригиналних песама песмама са првог америчког албума групе, Jefferson Airplane Takes Off.
Године 2003. албум је био рангиран на 146. месту листе "500 Greatest Albums of All Time" часописа Ролинг стоун, задржавши ту позицију на ревидираној листи за 2012. годину, па је пао на 471. место на ревидираној листи из 2020. Албум је добио позицију на 174. месту у књизи Колина Ларкина All Time Top 1000 Albums.
У јануару 2017. године, песма "Somebody to Love" је добила златни сертификат од АУДК-а, док је песма "White Rabbit" добила платинумски сертификат.

## Реиздања
Први компакт-дискови албума објављени су у Јапану 1987. године и САД 1988. RCA је реиздање из 2001. поново издала као limited edition златни ЦД, и садржао је стерео и моно снимке. Обе микса су касније укључена као део Ignition бокс-сета на стандардном алуминијумском ЦД-у.
Још једно стерео издање објављено је 19. августа 2003. са шест бонус песама, укључујући моно А-стране песама "Somebody to Love" и "White Rabbit". Реиздање из 2003. продуцирао је Боб Ирвин.

## Списак песама
Страна прва
1. "She Has Funny Cars" (Јорма Кауконен, Марти Бејлин) - 3:14
2. "Somebody to Love" (Дарби Слик) - 3:00
3. "My Best Friend" (Скип Спенс) - 3:04
4. "Today" (Бејлин, Пол Кантнер) - 3:03
5. "Comin' Back to Me" (Бејлин) - 5:23

Страна друга
1. "3/5 of a Mile in 10 Seconds" (Бејлин) - 3:45
2. "D.C.B.A." (Кантнер) - 2:39
3. "How Do You Feel" (Том Местин) - 3:34
4. "Embryonic Journey" (Кауконен) - 1:55
5. "White Rabbit" (Грејс Слик) - 2:32
6. "Plastic Fantastic Lover" (Бејлин) - 2:39

### Бонус нумере са реиздања из 2003.
1. "In the Morning" (Кауконен) – 6:21
2. "J.P.P. McStep B. Blues" (Спенс) – 2:37
3. "Go to Her" (Version two) (Кантнер, Ирвинг Естес) – 4:02
4. "Come Back Baby" (традиционална песма, аранжирао Кауконен) – 2:56
5. "Somebody to Love" (моно сингл верија) (Дарби Слик) – 2:58
6. "White Rabbit" (моно сингл верзија) (Грејс Слик) / "D.C.B.A.-25" (инструментал; скривена нумера) – 5:21

### Британско издање из 1967.
Side one
1. "My Best Friend"
2. "3/5 Of A Mile In 10 Seconds"
3. "D.C.B.A. - 25"
4. "How Do You Feel"
5. "Embryonic Journey"
6. "Don't Slip Away" (Бејлин, Спенс)[n 1]

Side two
1. "Come Up The Years" (Бејлин, Кантнер)[n 1]
2. "Chauffeur Blues" (Лестер Мелроуз)[n 1]
3. "Today"
4. "Comin' Back To Me"
5. "Somebody To Love"

## Особље
- Марти Бејлин – вокали, гитара, дизајн албума, водећи вокали на песмама "Today", "Comin' Back to Me" и "Plastic Fantastic Lover", ко-водећи вокали на песмама "She Has Funny Cars", "My Best Friend" и "Go to Her"
- Џек Кеседи – бас гитара, fuzz bass, ритам гитара
- Спенсер Драјден – бубњеви, перкусије
- Пол Кантнер – ритам гитара, вокали, водећи вокали на песми "How Do You Feel", ко-водећи вокали на песмама "My Best Friend", "D. C. B. A.-25" и "Go to Her"
- Јорма Кауконен – водећа гитара, водећи вокали на песмама "Come Back Baby" и "In the Morning"
- Грејс Слик – вокали, клавир, оргуље, рекордер, водећи вокали на песмама "Somebody to Love" и "White Rabbit", ко-водећи вокали на песмама "She Has Funny Cars", "My Best Friend", "D. C. B. A.-25" и "Go to Her"
- Сигни Толи Андерсон - водећи вокали на песми "Chauffeur Blues" (издата искључиво у Уједињеном Краљевству)
- Скип Спенс - бубњеви на песмама "Don't Slip Away", "Come Up the Years", и "Chauffeur Blues" (издате искључиво у Уједињеном Краљевству)

Додатно особље
- Џери Гарсија – "духовни саветник"; гитара на песмама "Today",[12][14] "Comin' Back to Me",[12][13] "Plastic Fantastic Lover",[12] "In the Morning",[12][27] и "J. P. P. McStep B. Blues"[12][27]
- Херб Грин – фотографија
- Дејвид Хесинџер – инжењеринг
- Рик Џарард – продукција

## Листе
Албум
| Year | Chart         | Position |
| ---- | ------------- | -------- |
| 1967 | Billboard 200 | 3        |

Сингл
| Year | Single             | Chart             | Position |
| ---- | ------------------ | ----------------- | -------- |
| 1967 | "My Best Friend"   | Billboard Hot 100 | 103      |
| 1967 | "Somebody to Love" | Hot 100           | 5        |
| 1967 | "White Rabbit"     | Hot 100           | 8        |

### Белешке
1. 1 2 3  Ове нумере су првенствено објављене у САД на албуму Jefferson Airplane Takes Off.

## Цитација
1. 1 2  Ashley Brown, ур. (1990). „Airplanes and Starships”. The Marshall Cavendish Illustrated History of Popular Music. 8 (Reference изд.). Marshall Cavendish. стр. 909—913. ISBN 978-1-85435-015-2.
2. 1 2  Eder, Bruce. "Jefferson Airplane: Surrealistic Pillow > Review" на веб-сајту  (језик: енглески). Retrieved 1. септембар 2011..
3. ↑  „Review: Surrealistic Pillow // Jefferson Airplane”. Audioxide. Приступљено 7. 12. 2019.
4. ↑  „The 50 best psychedelic rock albums of the Summer of Love”. BrooklynVegan (на језику: енглески). 16. 6. 2017. Приступљено 7. 12. 2019.
5. ↑  Huxley, Martin (1995). Psychedelia: the long strange trip. Friedman/Fairfax. стр. 21. ISBN 9781567992274.
6. ↑  „Welcome to the Studio”. jeffersonairplane.com. Архивирано из оригинала 2017-05-06. г. Приступљено 1. септембар 2011.
7. 1 2  „Gold & Platinum”. RIAA.
8. ↑  Nick Talevski (7. 4. 2010). Rock Obituaries - Knocking On Heaven's Door. Omnibus Press. стр. 144—. ISBN 978-0-85712-117-2.
9. ↑  Martin Charles Strong (2006). The Essential Rock Discography. Canongate. стр. 559—. ISBN 978-1-84195-860-6.
10. ↑  Eder, Bruce. „Jefferson Airplane: Surrealstic Pillow”. allmusic.com. All Media Network, LLC. Приступљено 2014-06-11.
11. ↑  James E. Perone (2004). Music of the Counterculture Era. Greenwood Publishing Group. стр. 117—. ISBN 978-0-313-32689-9.
12. 1 2 3 4 5 6 7  Tamarakin, Jeff (2003). Got a Revolution: The Turbulent Flight of Jefferson Airplane. Simon and Schuster. ISBN 0-671-03403-0.
13. 1 2  Flight Log (Vinyl booklet). Jefferson Airplane. San Francisco: Grunt Records. 1977. CYL2-1255.
14. 1 2  Jefferson Airplane Loves You (booklet). Jefferson Airplane. New York City: RCA. 1992. 61110.
15. ↑  Kaukonen, Jorma. Been So Long: My Life and Music. New York: St Martin's Press, 2018, p. 115.
16. ↑  Ashes, Light Into (28. 12. 2010). „Grateful Dead Guide: Jerry Garcia & Surrealistic Pillow”.
17. ↑  Jgmf (21. 12. 2010). „Jerry Garcia's Middle Finger: Garcia on Jefferson Airplane, Surrealistic Pillow”.
18. ↑  Surrealistic Pillow (Vinyl back). Jefferson Airplane. New York City: RCA. 1967. LSP-3766.
19. ↑  Christgau, Robert (20. 12. 1976). „Christgau's Consumer Guide to 1967”. The Village Voice. New York. стр. 69. Приступљено 22. 6. 2013.
20. ↑  Clutterbuck, Jeff (2019). „The Daily Vault Music Reviews: Surrealistic Pillow”. dailyvault.com. Приступљено 28. 1. 2019.
21. ↑  Gader, Neil (2019). „Jefferson Airplane - Surrealistic Pillow”. theabsolutesound.com. Приступљено 6. 4. 2019.
22. ↑  Larkin, Colin (2007). Encyclopedia of Popular Music (4th изд.). Oxford University Press. ISBN 978-0195313734.
23. ↑  „The RS 500 Greatest Albums of All Time”. Rolling Stone: 2. Архивирано из оригинала 14. децембар 2006. г.
24. ↑  „500 Greatest Albums of All Time Rolling Stone's definitive list of the 500 greatest albums of all time”. Rolling Stone. 2012. Приступљено 18. 9. 2019.
25. ↑  „The 500 Greatest Albums of All Time”. Rolling Stone (на језику: енглески). 2020-09-22. Приступљено 2020-10-07.
26. ↑  Colin Larkin, ур. (2000). All Time Top 1000 Albums (3rd изд.). Virgin Books. стр. 94. ISBN 0-7535-0493-6.
27. 1 2  Early Flight (Vinyl gatefold). Jefferson Airplane. New York City: RCA. 1974. CYL1-0437.
28. ↑  „Billboard”. Google Books. 12. 8. 1967. Приступљено 3. 2. 2016.
29. 1 2 3  Joel Whitburn's Top Pop Singles 1955-1990. ISBN 0-89820-089-X.